# Fabrizio Sartori
Fabrizio Sartori (Rio Gallegos, 15 luglio 2002) è un calciatore argentino, attaccante dell'Independiente Rivadavia.

## Carriera
Sartori è cresciuto nel settore giovanile del Newell's Old Boys, con cui ha firmato il primo contratto professionistico il 28 novembre 2022. Ha debuttato in prima squadra il 13 aprile 2023 nella trasferta di Primera División vinta 1-0 contro il Racing Club.
Nel gennaio del 2024 è stato ceduto a titolo definitivo all'Independiente Rivadavia, con cui nel corso dell'anno ha giocato 4 partite nella prima divisione argentina.

## Statistiche

### Presenze e reti nei club
Statistiche aggiornate al 13 luglio 2025.
| Stagione                       | Squadra                        | Campionato                     | Campionato | Campionato | Coppe nazionali | Coppe nazionali | Coppe nazionali | Coppe continentali | Coppe continentali | Coppe continentali | Altre coppe | Altre coppe | Altre coppe | Totale | Totale | Totale |
| Stagione                       | Squadra                        | Comp                           | Pres       | Reti       | Comp            | Pres            | Reti            | Comp               | Pres               | Reti               | Comp        | Pres        | Reti        | Pres   | Reti   |        |
| ------------------------------ | ------------------------------ | ------------------------------ | ---------- | ---------- | --------------- | --------------- | --------------- | ------------------ | ------------------ | ------------------ | ----------- | ----------- | ----------- | ------ | ------ | ------ |
| 2023                           | Newell's Old Boys              | PD                             | 1          | 0          | CA+CdL          | 0               | 0               | CS                 | 0                  | 0                  | -           | -           | -           | 1      | 0      |        |
| 2024                           | Independiente Rivadavia        | PD                             | 4          | 0          | CA+CdL          | 1+4             | 0+1             | -                  | -                  | -                  | -           | -           | -           | 9      | 1      |        |
| 2025                           | Independiente Rivadavia        | PD                             | 15         | 4          | CA              | 2               | 0               | -                  | -                  | -                  | -           | -           | -           | 17     | 4      |        |
| Totale Independiente Rivadavia | Totale Independiente Rivadavia | Totale Independiente Rivadavia | 19         | 4          |                 | 7               | 1               |                    | -                  | -                  |             | -           | -           | 26     | 5      |        |
| Totale carriera                | Totale carriera                | Totale carriera                | 20         | 4          |                 | 7               | 1               |                    | 0                  | 0                  |             | -           | -           | 27     | 5      |        |